# 274137 Angelaglinos
274137 Angelaglinos è un asteroide della fascia principale. Scoperto nel 2008, presenta un'orbita caratterizzata da un semiasse maggiore pari a 3,1197610 UA e da un'eccentricità di 0,1160457, inclinata di 11,70018° rispetto all'eclittica.